# Christophe Galtier
Christophe Galtier (Marseille, 28 augustus 1966) is een Frans voetbaltrainer en voormalig voetballer.

## Carrière

### Voetballer
Galtier was als verdediger actief voor Marseille, Lille, Toulouse, Angers, Nîmes, het Italiaanse Monza en het Chinese Liaoning. Hij werd ook geselecteerd voor Frankrijk –19, Frankrijk –21 en Frankrijk –23.

### Voetbaltrainer
Galtier werkte lange tijd als assistent van Alain Perrin. Uiteindelijk volgde hij Perrin in 2009 op als hoofdtrainer van Saint-Étienne, wie hij het seizoen ervoor nog assisteerde bij Les Verts. Hij wist van de club een stabiel presterend team te maken. Dit leverde hem in 2013, samen met Carlo Ancelotti van Paris Saint-Germain, de titel trainer van het jaar op in de Ligue 1. Galtier bleef uiteindelijk ruim acht seizoenen werkzaam bij de club
Op 23 december 2017 maakte Lille bekend dat Galtier de opvolger werd van de Argentijnse hoofdtrainer Marcelo Bielsa, die werd ontslagen na een reeks slechte resultaten. Galtier moest Lille uit de gevarenzone halen van de Franse Ligue 1. Hij slaagde erin de kwakkelende club omhoog te helpen in de seizoenen die volgden, en werd uiteindelijk kampioen van de Ligue 1 in het seizoen 2020/21. Hierin troefde zijn ploeg het steenrijke Paris Saint-Germain verrassend af. Daags na het behalen van de titel maakte hij bekend te vertrekken bij de Noord-Franse club. Galtier tekende op 5 juli 2022 een contract tot medio 2024 bij Paris Saint-Germain als hoofdtrainer.

## Erelijst

### Als speler
| Competitie   | Aantal   | Jaren    |          |
| Liaoning     | Liaoning | Liaoning | Liaoning |
| ------------ | -------- | -------- | -------- |
| Jia-A League | 1x       | 1999     |          |

### Als trainer
| Competitie            | Aantal        | Jaren         |               |
| Saint-Étienne         | Saint-Étienne | Saint-Étienne | Saint-Étienne |
| --------------------- | ------------- | ------------- | ------------- |
| Coupe de la Ligue     | 1x            | 2012/13       |               |
| Lille                 |               |               |               |
| Ligue 1               | 1x            | 2020/21       |               |
| Paris Saint-Germain   |               |               |               |
| Ligue 1               | 1x            | 2022/23       |               |
| Trophée des Champions | 1x            | 2022          |               |

1 Donnarumma ·
2 Hakimi ·
3 Kimpembe ·
5 Marquinhos  ·
7 Kvaratschelia ·
8 Ruiz ·
9 Ramos ·
10 Dembélé ·
14 Doué ·
17 Vitinha ·
19 Lee ·
21 Hernández ·
23 Kolo Muani ·
23 Kolo Muani ·
24 Mayulu ·
25 Mendes ·
29 Barcola ·
33 Zaïre-Emery ·
35 Beraldo ·
39 Safonov ·
42 Zague ·
45 El Hannach ·
49 Mbaye ·
51 Pacho ·
80 Tenas ·
87 Neves ·
Coach: Luis Enrique